# Europäischer Filmpreis 2014

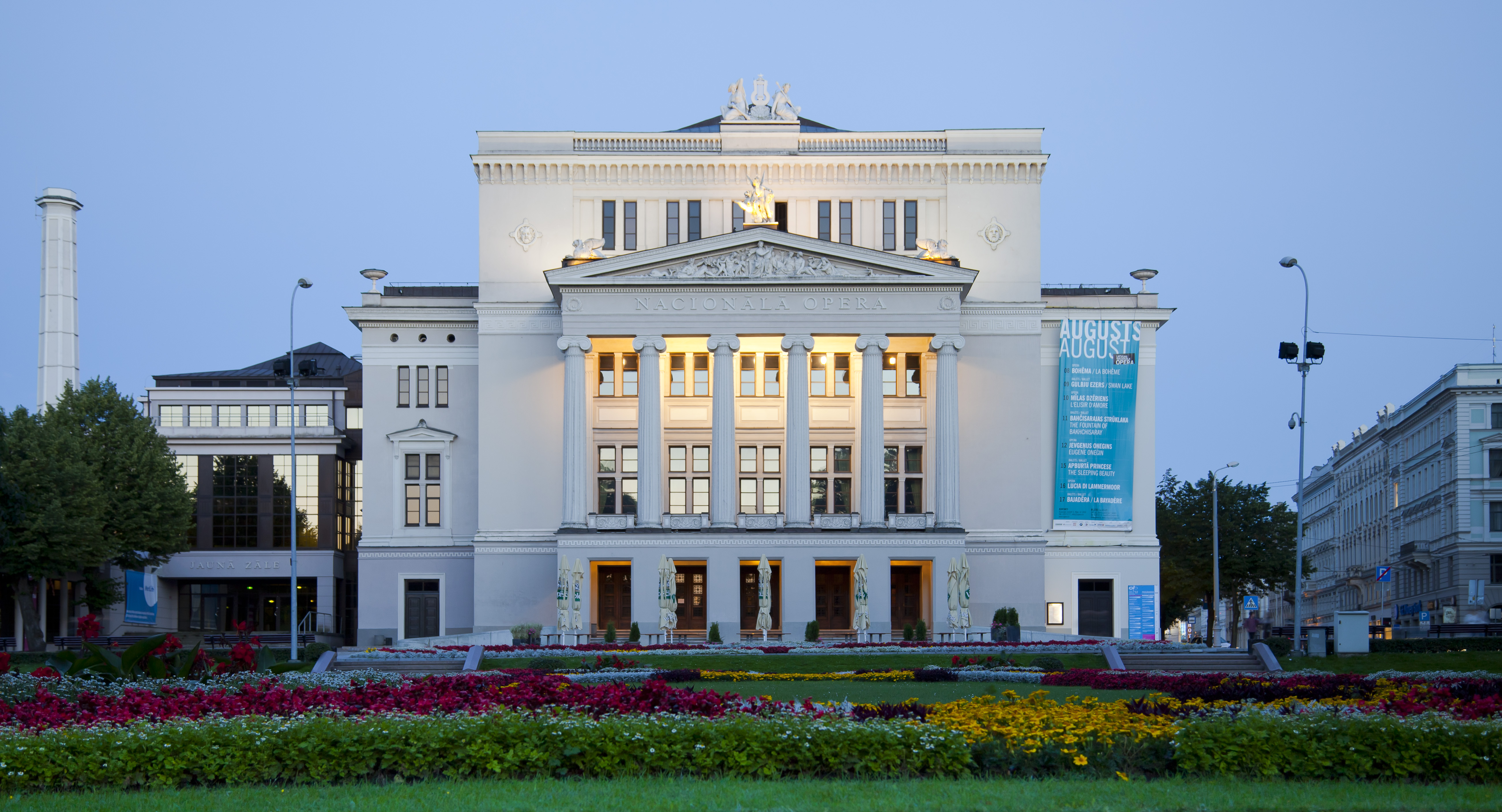
Die Lettische Nationaloper, Veranstaltungsort des Europäischen Filmpreises 2014

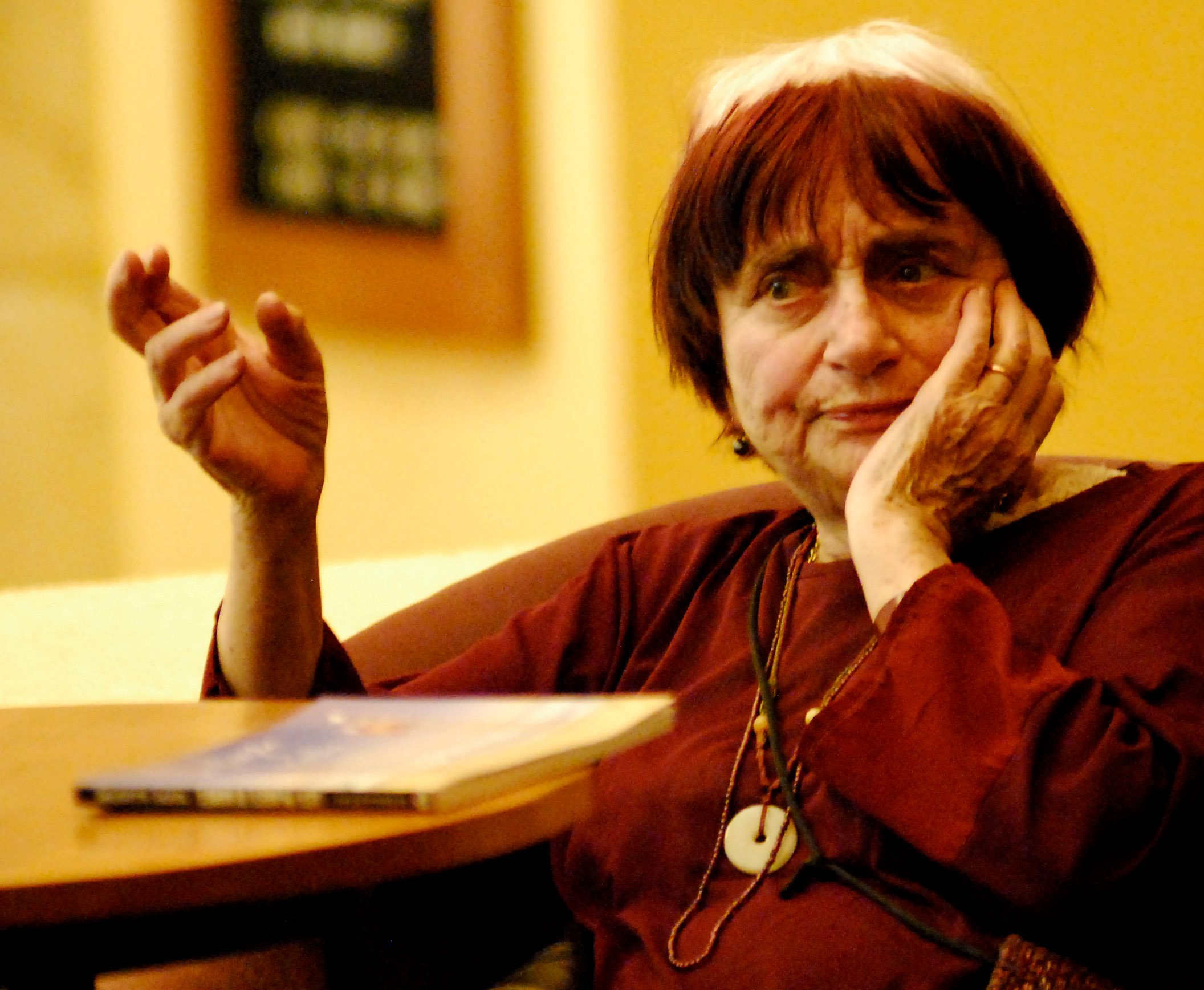
Agnès Varda erhielt 2014 den Ehrenpreis für ein Lebenswerk.

Die 27. Verleihung des Europäischen Filmpreises fand am 13. Dezember 2014 in Riga statt. Nachdem im Vorjahr die Fernsehgala in Berlin stattgefunden hatte, wurde sie anlässlich der Feierlichkeiten zur Kulturhauptstadt Europas in der Nationaloper in der lettischen Hauptstadt abgehalten. Als bester Film wurde Paweł Pawlikowskis Ida ausgezeichnet, der drei seiner fünf regulären Nominierungen in Siege umsetzen konnte.
Die 14 nominierten Filmproduktionen in den Kategorien Film, Regie, Darsteller, Darstellerin und Drehbuch waren aus einer Auswahlliste („Longlist“) von den über 3000 Mitgliedern der Europäischen Filmakademie ermittelt worden. Ein sieben Mitglieder zählendes Auswahlgremium entschied über die sogenannten Jurypreisträger in den Kategorien Kamera, Schnitt, Szenenbild, Kostüme, Filmmusik und Ton, die im Vorfeld der Gala bekanntgegeben wurden. Die Jurypreise waren bei der Verleihung im Vorjahr eingeführt worden.
Ebenfalls bereits als Laureaten fest standen der britische Regisseur Steve McQueen und die französische Regisseurin und Drehbuchautorin Agnès Varda. Der britische Filmemacher, 2008 für seinen Debütfilm Hunger als Entdeckung des Jahres ausgezeichnet, hatte den Oscar-prämierten Spielfilm 12 Years a Slave (2013) inszeniert und wurde Ende September 2014 von der Europäischen Filmakademie (EFA) der Preis in der Kategorie Beste europäische Leistung im Weltkino zuerkannt. Ende Oktober wurde Varda als Gewinnerin des Ehrenpreises für ein Lebenswerk bekanntgegeben. Die Filmemacherin hatte bei der Verleihung des Europäischen Filmpreises im Jahr 2000 den Dokumentarfilmpreis für ihr Werk Die Sammler und die Sammlerin (Les Glaneurs et la Glaneuse) erhalten und war zuletzt 2009 für Die Strände von Agnès in der gleichen Kategorie nominiert gewesen.
Die Preisverleihung wurde wie im Vorjahr als Live-Stream über das Internet angeboten.

## Preisträger und Nominierungen
| Film                                          | N | A |
| --------------------------------------------- | - | - |
| Ida                                           | 5 | 3 |
| Leviathan                                     | 4 | 0 |
| No Turning Back                               | 3 | 0 |
| Nymphomaniac – Director’s Cut – Volume I & II | 3 | 0 |
| Winterschlaf                                  | 3 | 0 |
| Höhere Gewalt                                 | 2 | 0 |
| Die süße Gier                                 | 2 | 0 |
| Zwei Tage, eine Nacht                         | 2 | 1 |

### Bester europäischer Film
Ida – Regie: Paweł Pawlikowski
- Höhere Gewalt (Turist) – Regie: Ruben Östlund
- Leviathan (Левиафан) – Regie: Andrei Swjaginzew
- Nymphomaniac – Director’s Cut – Volume I & II – Regie: Lars von Trier
- Winterschlaf (Kış Uykusu) – Regie: Nuri Bilge Ceylan

### Beste europäische Komödie
La mafia uccide solo d’estate – Regie: Pierfrancesco Diliberto
- Carmina & Amen (Carmina y Amén) – Regie: Paco León
- Le Weekend – Regie: Roger Michell

### Beste Regie
Paweł Pawlikowski – Ida
- Nuri Bilge Ceylan – Winterschlaf (Kış Uykusu)
- Steven Knight – No Turning Back (Locke)
- Ruben Östlund – Höhere Gewalt (Turist)
- Andrei Swjaginzew – Leviathan (Левиафан)
- Paolo Virzì – Die süße Gier (Il capitale umano)

### Beste Darstellerin
Marion Cotillard – Zwei Tage, eine Nacht (Deux jours, une nuit)
- Marian Álvarez – La herida
- Valeria Bruni Tedeschi – Die süße Gier (Il capitale umano)
- Charlotte Gainsbourg – Nymphomaniac – Director’s Cut – Volume I & II
- Agata Kulesza – Ida
- Agata Trzebuchowska – Ida

### Bester Darsteller
Timothy Spall – Mr. Turner – Meister des Lichts (Mr. Turner)
- Brendan Gleeson – Am Sonntag bist du tot (Calvary)
- Tom Hardy – No Turning Back (Locke)
- Alexei Serebrjakow – Leviathan (Левиафан)
- Stellan Skarsgård – Nymphomaniac – Director’s Cut – Volume I & II

### Bestes Drehbuch
Paweł Pawlikowski und Rebecca Lenkiewicz – Ida
- Ebru Ceylan und Nuri Bilge Ceylan – Winterschlaf (Kış Uykusu)
- Jean-Pierre und Luc Dardenne – Zwei Tage, eine Nacht (Deux jours, une nuit)
- Steven Knight – No Turning Back (Locke)
- Oleg Negin und Andrei Swjaginzew – Leviathan (Левиафан)

### Jurypreise
| Kategorie          | Preisträger                                       |
| ------------------ | ------------------------------------------------- |
| Beste Kamera       | Łukasz Żal und Ryszard Lenczewski – Ida           |
| Bester Schnitt     | Justine Wright – No Turning Back (Locke)          |
| Bestes Szenenbild  | Claus-Rudolf Amler – Das finstere Tal             |
| Bestes Kostümbild  | Natascha Curtius-Noss – Das finstere Tal          |
| Beste Filmmusik    | Mica Levi – Under the Skin                        |
| Bestes Sounddesign | Joakim Sundström – Mauern der Gewalt (Starred Up) |

## Offizielle Auswahlliste – Spielfilme
In die Auswahlliste gelangte unter anderem der Hauptpreisträger der Filmfestspiele von Cannes 2014, Winterschlaf, gleichzeitig der türkische Oscar-Kandidat 2015 auf eine Nominierung in der Kategorie Bester fremdsprachiger Film. Ebenfalls auf der Auswahlliste befanden sich die offiziellen Oscar-Beiträge für 2015 aus Belgien (Zwei Tage, eine Nacht), Finnland (Betoniyö), Italien (Die süße Gier), Österreich (Das finstere Tal), Polen (Ida), Russland (Leviathan), Schweden (Höhere Gewalt), Spanien (Vivir es fácil con los ojos cerrados), der Tschechischen Republik (Fair Play) und Ungarn (Underdog).
Die für die regulären Kategorien nominierten und mit Jurypreisen ausgezeichnete Filme (Am Sonntag bist du tot, Das finstere Tal, Ida usw.) sind hellblau hervorgehoben.
| Film                                               | Regie                              | Land                                              | Darsteller (Auswahl)                                                                           |
| -------------------------------------------------- | ---------------------------------- | ------------------------------------------------- | ---------------------------------------------------------------------------------------------- |
| Adieu au langage                                   | Jean-Luc Godard                    | Frankreich                                        | Richard Chevalier, Héloïse Godet, Zoé Bruneau                                                  |
| Am Sonntag bist du tot (Calvary)                   | John Michael McDonagh              | Irland, Vereinigtes Königreich                    | Brendan Gleeson, Chris O’Dowd, Kelly Reilly                                                    |
| Amour Fou                                          | Jessica Hausner                    | Österreich, Luxemburg, Deutschland                | Birte Schnöink, Stephan Grossmann, Christian Friedel                                           |
| Die andere Heimat – Chronik einer Sehnsucht        | Edgar Reitz                        | Deutschland, Frankreich                           | Marita Breuer, Antonia Bill, Jan Schneider                                                     |
| Betoniyö                                           | Pirjo Honkasalo                    | Finnland, Schweden, Dänemark                      | Johannes Brotherus, Jari Virman, Anneli Karppinen, Juhan Ulfsak                                |
| Bird People                                        | Pascale Ferran                     | Frankreich                                        | Josch Charles, Anaïs Demoustier, Roschdy Zem                                                   |
| Blind                                              | Eskil Vogt                         | Norwegen, Niederlande                             | Henrik Rafaelsen, Marius Kolbenstvedt, Vera Vitali, Ellen Dorrit Petersen                      |
| Când se lasă seara peste Bucureşti sau metabolism  | Corneliu Porumboiu                 | Rumänien, Frankreich                              | Bogdan Dumitrache, Alexandru Papadopol, Mihaela Sirbu, Diana Avramut                           |
| Caníbal                                            | Manuel Martín Cuenca               | Spanien, Rumänien, Russland, Frankreich           | Antonio de la Torre, Olimpia Melinte                                                           |
| Class Enemy (Razredni sovražnik)                   | Rok Biček                          | Slowenien                                         | Igor Samobor, Nataša Barbara Gračner, Tjaša Železnik                                           |
| Einer nach dem anderen (Kraftidioten)              | Hans Petter Moland                 | Norwegen, Dänemark, Schweden                      | Pål Sverre Valheim Hagen, Bruno Ganz, Stellan Skarsgård                                        |
| Fair Play                                          | Andrea Sedláčková                  | Tschechische Republik, Slowakei, Deutschland      | Judit Bárdos, Anna Geislerová, Roman Luknár                                                    |
| Das finstere Tal                                   | Andreas Prochaska                  | Österreich, Deutschland                           | Sam Riley, Paula Beer, Tobias Moretti                                                          |
| Frank                                              | Lenny Abrahamson                   | Vereinigtes Königreich, Irland                    | Domhnall Gleeson, Maggie Gyllenhaal, Scoot McNairy, Michael Fassbender                         |
| La herida                                          | Fernando Franco                    | Spanien                                           | Andrés Gertrúdix, Marian Álvarez, Manolo Solo, Rosana Pastor                                   |
| Höhere Gewalt (Turist)                             | Ruben Östlund                      | Schweden, Dänemark, Frankreich, Norwegen          | Johannes Bah Kuhnke, Lisa Loven Kongsli                                                        |
| Ich habe ein Gedicht (Haganenet)                   | Nadav Lapid                        | Israel, Frankreich                                | Sarit Larry, Avi Schnaidman                                                                    |
| Ida                                                | Paweł Pawlikowski                  | Polen, Dänemark                                   | Agata Kulesza, Agata Trzebuchowska, Dawid Ogrodnik                                             |
| Kertu                                              | Ilmar Raag                         | Estland                                           | Ursula Ratasepp, Mait Malmsten                                                                 |
| The Lamb – Kuzu (Kuzu)                             | Kutluğ Ataman                      | Türkei, Deutschland                               | Nesrin Cavadzade, Cahit Gok, Mert Tastan, Sıla Lara Canturk                                    |
| Land der Wunder (Le meraviglie)                    | Alice Rohrwacher                   | Italien, Deutschland, Schweiz                     | Alba Rohrwacher, Sam Louwick, Alexandra Lungu                                                  |
| Leviathan (Левиафан)                               | Andrei Swjaginzew                  | Russland                                          | Alexei Serebrjakow, Jelena Ljadowa, Wladimir Wdowitschenkow                                    |
| That Lovely Girl (Harcheck mi headro)              | Keren Yedaya                       | Israel, Frankreich, Deutschland                   | Maayan Turjeman, Yaël Abecassis, Tzahi Grad                                                    |
| Macondo                                            | Sudabeh Mortezai                   | Österreich                                        | Ramasan Minkailov, Kheda Gazieva, Aslan Elbiev                                                 |
| Mädchenbande (Bande de filles)                     | Céline Sciamma                     | Frankreich                                        | Karidja Touré, Assa Sylla, Lindsay Karamoh, Marietou Touré                                     |
| Mauern der Gewalt (Starred Up)                     | David Mackenzie                    | Vereinigtes Königreich                            | Ben Mendelsohn, Rupert Friend, Jack O’Connell                                                  |
| Miss Violence                                      | Alexandros Avranas                 | Griechenland                                      | Themis Panou, Eleni Roussinou                                                                  |
| Mr. May und das Flüstern der Ewigkeit (Still Life) | Uberto Pasolini                    | Vereinigtes Königreich, Italien                   | Karen Drury, Andrew Buchan, Joanne Froggatt, Eddie Marsan                                      |
| Mr. Turner – Meister des Lichts (Mr. Turner)       | Mike Leigh                         | Vereinigtes Königreich, Frankreich, Deutschland   | Timothy Spall, Lesley Manville, Paul Jesson                                                    |
| No Turning Back (Locke)                            | Steven Knight                      | Vereinigtes Königreich                            | Tom Hardy, Olivia Colman, Ruth Wilson, Andrew Scott                                            |
| Nymphomaniac (Director’s Cut)                      | Lars von Trier                     | Dänemark, Deutschland, Frankreich, Belgien        | Charlotte Gainsbourg, Stellan Skarsgård, Stacy Martin                                          |
| Otchujdenie (Отчуждение)                           | Milko Lasarow                      | Bulgarien                                         | Christos Stergioglou, Dora Markova, Iva Ognyanova                                              |
| Papusza – Die Poetin der Roma (Papusza)            | Joanna Kos-Krauze Krzysztof Krauze | Polen                                             | Jowita Budnik, Antoni Pawlicki, Artur Steranko, Zbigniew Waleryś                               |
| Schöne Jugend (Hermosa juventud)                   | Jaime Rosales                      | Spanien, Frankreich                               | Ingrid García-Jonsson, Carlos Rodríguez                                                        |
| Shemtkhveviti paemnebi                             | Lewan Koghuaschwili                | Georgien                                          | Archil Kikodze, Ia Sukhitashvili, Andro Sakvarelidze                                           |
| Straße der Hoffnung (Vonarstræti)                  | Baldvin Z                          | Island, Schweden, Finnland, Tschechische Republik | Hera Hilmar, Þorsteinn Bachmann, Þorvaldur Davíð Kristjánsson                                  |
| Die süße Gier (Il capitale humano)                 | Paolo Virzì                        | Italien                                           | Fabrizio Gifuni, Luigi Lo Cascio, Valeria Golino, Valeria Bruni Tedeschi, Fabrizio Bentivoglio |
| To mikro psari                                     | Yannis Economides                  | Griechenland, Deutschland, Zypern                 | Vangelis Mourikis                                                                              |
| Traumland                                          | Petra Volpe                        | Schweiz, Deutschland                              | Devid Striesow, Marisa Paredes, Bettina Stucky, Ursina Lardi                                   |
| The Tribe (Plemya)                                 | Myroslaw Slaboschpyzkyj            | Ukraine                                           | Hryhorij Fessenko, Jana Nowykowa                                                               |
| Under the Skin                                     | Jonathan Glazer                    | Vereinigtes Königreich                            | Scarlett Johansson                                                                             |
| Underdog (Fehér Isten)                             | Kornél Mundruczó                   | Ungarn, Deutschland, Schweden                     | Zsófia Psotta, Sándor Zsótér, Szabolcs Thuróczy                                                |
| Violette                                           | Martin Provost                     | Frankreich                                        | Emmanuelle Devos, Sandrine Kiberlain, Catherine Hiegel                                         |
| Vivir es fácil con los ojos cerrados               | David Trueba                       | Spanien                                           | Natalia de Molina, Francesc Colomer, Javier Cámara                                             |
| Von Menschen und Pferden (Hross í oss)             | Benedikt Erlingsson                | Island, Norwegen, Deutschland                     | Ingvar Eggert Sigurðsson, Charlotte Bøving                                                     |
| Wałęsa. Człowiek z nadziei                         | Andrzej Wajda                      | Polen                                             | Agnieszka Grochowska, Zbigniew Zamachowski, Robert Więckiewicz                                 |
| We Are the Best! (Vi är bäst!)                     | Lukas Moodysson                    | Schweden, Dänemark                                | Mira Barkhammar, Mira Grosin, Liv LeMoyne                                                      |
| Winterschlaf (Kış Uykusu)                          | Nuri Bilge Ceylan                  | Türkei, Frankreich, Deutschland                   | Haluk Bilginer, Melisa Sözen, Demet Akbağ                                                      |
| Zwei Tage, eine Nacht (Deux jours, une nuit)       | Jean-Pierre Dardenne Luc Dardenne  | Belgien                                           | Fabrizio Rongione, Marion Cotillard                                                            |

## Weitere Preise

### Beste europäische Leistung im Weltkino

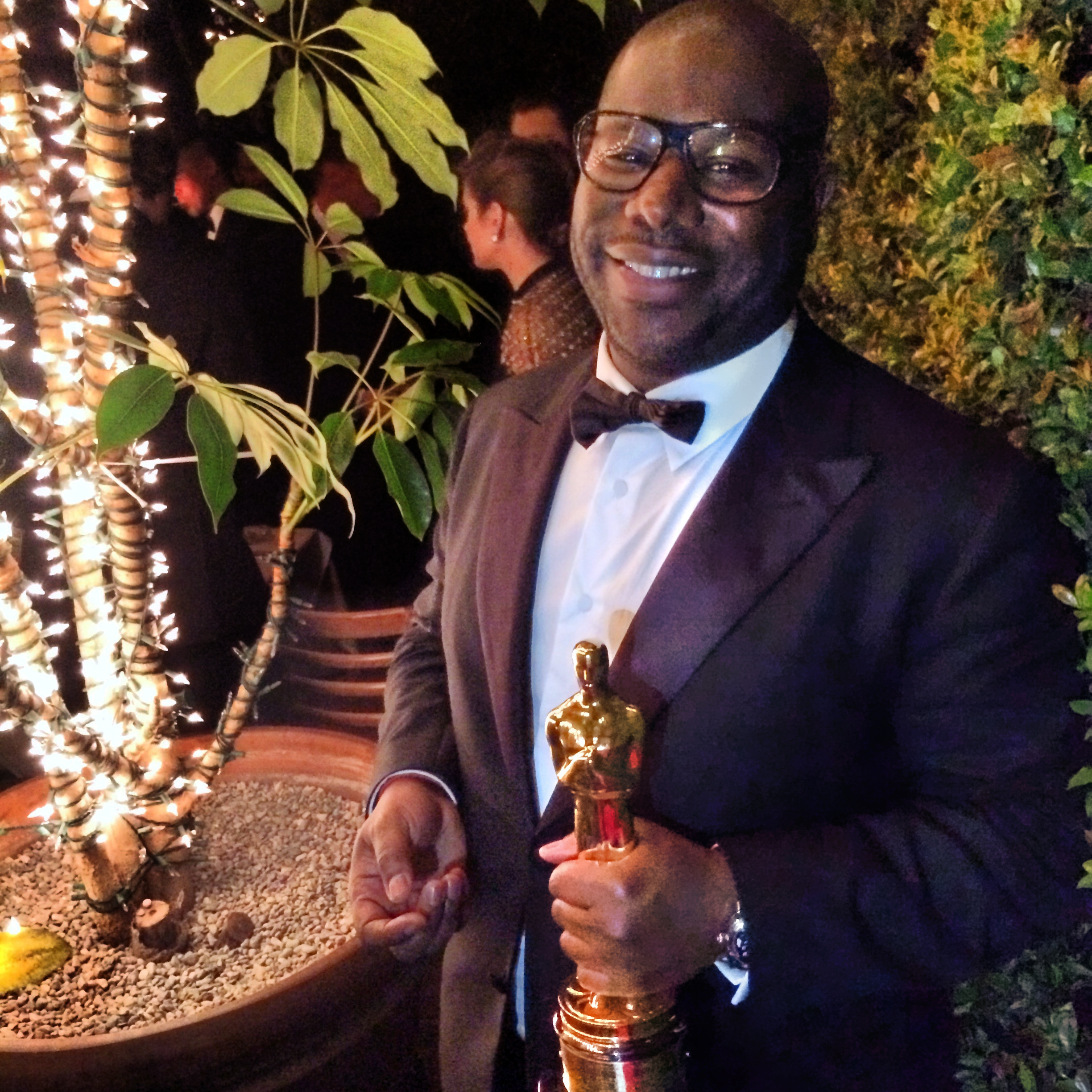
Steve McQueen mit seinem im Jahr 2014 gewonnenen Oscar für 12 Years a Slave

Steve McQueen, britischer Regisseur

### Preis für ein Lebenswerk
Agnès Varda, französische Regisseurin und Drehbuchautorin

### Europäischer Koproduzentenpreis – „Prix EURIMAGES“
Ed Guiney (Element Pictures)

### Bester Erstlingsfilm
Die fünf Nominierungen für das beste europäische Spielfilmdebüt kamen durch ein Auswahlkomitee, bestehend aus vier EFA-Mitgliedern und drei Mitgliedern der Fédération Internationale de la Presse Cinématographique (FIPRESCI), zustande. Den Sieger kürten die über 3000 Mitglieder der Europäischen Filmakademie, der auf der Preisverleihung bekanntgegeben wurde.
The Tribe – Regie: Myroslaw Slaboschpyzkyj (Ukraine)
- 10.000 Km – Regie: Carlos Marques-Marcet (Spanien)
- ’71 – Regie: Yann Demange (Vereinigtes Königreich)
- La herida – Regie: Fernando Franco (Spanien)
- Party Girl – Regie: Marie Amachoukeli, Claire Burger und Samuel Theis (Frankreich)

### Bester Kurzfilm
15 Filme qualifizierten sich für den Preis in der Kategorie Bester europäischer Kurzfilm. Diese wurden von unabhängigen Jurys auf 15 Filmfestivals ausgewählt. Den Sieger kürten die über 3000 Mitglieder der EFA, der auf der Preisverleihung bekanntgegeben wurde.
| Film | Regie                                | Land                        | Länge (in min.) | Nominierung (Festival) |
| --- | ------------------------------------ | --------------------------- | --------------- | ---------------------- |
| The Chicken | Una Gunjak                           | Deutschland/Kroatien        | 15’             | Bristol                |
| The Chimera of M. | Sebastian Buerkner                   | Vereinigtes Königreich      | 25’             | Rotterdam              |
| Dinola (დინოლა) | Mariam Khatchvani                    | Georgien                    | 15’             | Grimstad               |
| Fal (Wall) | Simon Szabó                          | Ungarn                      | 11’             | Tampere                |
| Hätäkutsu (Emergency Calls) | Hannes Vartiainen Pekka Veikkolainen | Finnland                    | 15’             | Sarajevo               |
| Hvalfjord (Whale Valley) | Guðmundur Arnar Guðmundsson          | Dänemark/Island             | 15’             | Ghent                  |
| Ich hab noch Auferstehung_ (Still Got Lives_)                                                                                      | Jan-Gerrit Seyler                    | Deutschland                 | 23’             | Drama                  |
| LATO 2014 (Summer 2014) | Wojciech Sobczyk                     | Polen                       | 12’             | Krakau                 |
| The Missing Scarf | Eoin Duffy                           | Irland                      | 7’              | Valladolid             |
| Panique au village: La Bûche de Noël (A Town Called Panic: The Christmas Log)                                                      | Vincent Patar Stéphane Aubier        | Belgien/Frankreich          | 27’             | Vila do Conde          |
| Pat-Lehem (Daily Bread) | Idan Hubel                           | Israel                      | 20’             | Venedig                |
| Pequeño bloque de cemento con pelo alborotado conteniendo el mar (Little Block of Cement With Dishevelled Hair Containing the Sea) | Jorge López Navarrete                | Spanien                     | 16’             | Cork                   |
| Pride | Pavel Vesnakov                       | Bulgarien/Deutschland       | 30’             | Clermont-Ferrand       |
| Shipwreck | Morgan Knibbe                        | Niederlande                 | 15’             | Locarno                |
| Taprobana | Gabriel Abrantes                     | Portugal/Dänemark/Sri Lanka | 24’             | Berlin                 |

### Bester Dokumentarfilm
Die sechs Nominierungen für den besten europäischen Dokumentarfilm kamen durch ein Auswahlkomitee bestehend aus drei EFA-Mitgliedern und drei Dokumentarfilm-Experten zustande. Den Sieger kürten die über 3000 Mitglieder der Europäischen Filmakademie, der auf der Preisverleihung bekanntgegeben wurde.
Master of the Universe – Regie: Marc Bauder (Deutschland, Österreich)
- I kærlighedens navn – Regie: Jon Bang Carlsen (Dänemark)
- Of Men and War – Regie: Laurent Bécue-Renard (Frankreich, Schweiz)
- Das andere Rom (Sacro GRA) – Regie: Gianfranco Rosi (Italien)
- Waiting for August – Regie: Teodora Ana Mihai (Belgien)
- We Come as Friends – Regie: Hubert Sauper (Österreich)

### Bester Animationsfilm
Die drei Nominierungen für den besten europäischen Animationsfilm kamen durch ein Auswahlkomitee bestehend aus zwei EFA-Mitgliedern und drei Repräsentanten des europäischen Verbands für Animationsfilm CARTOON zustande. Den Sieger kürten die über 3000 Mitglieder der Europäischen Filmakademie, der auf der Preisverleihung bekanntgegeben wurde.
L’arte della felicità – Regie: Alessandro Rak (Italien)
- Jack und das Kuckucksuhrherz (Jack et la Mécanique du cœur) – Regie: Mathias Malzieu[1] und Stéphane Berla (Frankreich, Belgien)
- Die Winzlinge – Operation Zuckerdose (Minuscule – La Vallée des fourmis perdues) – Regie: Thomas Szabo und Hélène Giraud (Frankreich, Belgien)

### Publikumspreis
Durch den Publikumspreis (People’s Choice Award) hatten Kinozuschauer die Möglichkeit vom 1. September bis zum 31. Oktober 2014 ihren Favoriten via Internet aus einer Auswahlliste zu kürten. Unter den nominierten Filmen waren die auf der offiziellen Auswahlliste befindlichen Ida, Nymphomaniac, und Zwei Tage, eine Nacht. Der Gewinner wurde im Rahmen der Preisgala bekanntgegeben.
Ida – Regie: Paweł Pawlikowski
- Der Hundertjährige, der aus dem Fenster stieg und verschwand (Hundraåringen som klev ut genom fönstret och försvann) – Regie: Felix Herngren
- Nymphomaniac – Director’s Cut – Volume I & II – Regie: Lars von Trier
- Philomena – Regie: Stephen Frears
- Die Schöne und das Biest (La belle & la bête) – Regie: Christophe Gans
- Zwei Tage, eine Nacht (Deux jours, une nuit) – Regie: Jean-Pierre und Luc Dardenne